# Thompson (Dakota del Nord)
Thompson és una població dels Estats Units a l'estat de Dakota del Nord. Segons el cens del 2000 tenia 1.006 habitants.

## Demografia
Segons el cens del 2000, Thompson tenia 1.006 habitants, 329 habitatges, i 273 famílies. La densitat de població era de 844,4 hab./km².
Dels 329 habitatges en un 53,2% hi vivien nens de menys de 18 anys, en un 74,5% hi vivien parelles casades, en un 4,3% dones solteres, i en un 17% no eren unitats familiars. En el 15,2% dels habitatges hi vivien persones soles el 6,4% de les quals corresponia a persones de 65 anys o més que vivien soles. El nombre mitjà de persones vivint en cada habitatge era de 3,06 i el nombre mitjà de persones que vivien en cada família era de 3,43.
Per edats la població es repartia de la següent manera: un 34,9% tenia menys de 18 anys, un 6,3% entre 18 i 24, un 33,4% entre 25 i 44, un 19,8% de 45 a 60 i un 5,7% 65 anys o més.
L'edat mediana era de 33 anys. Per cada 100 dones de 18 o més anys hi havia 97,9 homes.
La renda mediana per habitatge era de 54.514 $ i la renda mediana per família de 57.250 $. Els homes tenien una renda mediana de 35.682 $ mentre que les dones 21.298 $. La renda per capita de la població era de 19.857 $. Cap de les famílies i el 0,7% de la població estaven per davall del llindar de pobresa.

## Poblacions més properes
El següent diagrama mostra les poblacions més properes.